# الزهراء (غزة)
أنشئت مدينة الزهراء في عام 1998م بجوار مستعمرة نيتساريم بقرار من الرئيس ياسر عرفات, وذلك بهدف إيقاف زحف المستوطنة, يبلغ تعداد سكانها عام 2010م حوالي 3322 نسمة, يحدها غربا البحر المتوسط وشرقا مدينة المغراقة, أما جنوبا فوادي غزة وشمالا محررة نيتساريم, بدأت بحوالي30 برجاً, المدينة مخططة بشكل جيد وعصري فأبنيتها يغلب عليها طابع الأبراج والفلل, كما تمتاز بالشوارع المسفلتة والواسعة, يتركز البناء في المنطقة في الجهة الشرقية, أما المناطق الغربية والجنوبية فتغلب عليها الأراضي الزراعية, أما بالنسبة للخدمات الصحية ففيها مركز صحي واحد يخدم أبناء المنطقة بالإضافة لعيادتين خاصتين. ومقر جامعة الإسراء الرئيسي.